# Le Confessionnal (film)
Pour les articles homonymes, voir Le Confessionnal.
Pour plus de détails, voir Fiche technique et Distribution.
Le Confessionnal est un film dramatique québécois réalisé par Robert Lepage, sorti en 1995.

## Synopsis
Faisant ouvertement référence au film I confess d'Alfred Hitchcock, l’histoire alterne entre 1989 et 1952, soit l’année où Hitchcock a tourné son film à Québec. 
Après avoir étudié trois ans en Chine, Pierre Lamontagne revient dans sa ville natale pour les funérailles de son père. Habitant l’ancien appartement familial, il tente de retrouver Marc, son frère adoptif et homosexuel. Par une série de retours en arrière, dans des effets filmiques adroits, s’établit une relation en miroir entre les deux époques. Au secret de la confession de 1952 se miroite le secret de la famille Lamontagne sur les origines de son frère. C’est finalement l’amant de Marc qui détient la clé de ce mystère.

## Fiche technique
- Titre original : Le Confessionnal
- Réalisation : Robert Lepage
- Scénario : Robert Lepage
- Direction artistique : François Laplante
- Photographie : Alain Dostie
- Montage : Emmanuelle Castro
- Musique : Sacha Puttnam
- Production : Denise Robert, David Puttnam et Philippe Carcassonne
- Distribution : Alliance Vivafilm
- Pays de production : Canada (Québec)
- Langue : Français
- Format : Noir et blanc - Couleurs - 1,85:1 - 35 mm
- Genre : Film dramatique
- Durée : 100 minutes
- Date de sortie : 1995

## Distribution
(Liste non exhaustive)
- Lothaire Bluteau : Pierre Lamontagne
- Patrick Goyette : Marc Lamontagne
- Jean-Louis Millette : Raymond Massicotte
- Kristin Scott Thomas : Assistante de Hitchcock
- Suzanne Clément : Rachel
- Ron Burrage : Alfred Hitchcock
- Richard Fréchette : André
- François Papineau : Paul-Émile Lamontagne
- Marie Gignac : Françoise Lamontagne
- Normand Daneau : le jeune prêtre Massicotte
- Anne-Marie Cadieux : Manon
- Lynda Lepage-Beaulieu : Jeanne d’Arc
- Pascal Rolin : le prêtre de la paroisse
- Billy Merasty : Moose
- Paul Hébert : le prêtre de la paroisse (1989)
- Marthe Turgeon : la guérisseuse
- Renée Hudon : Renée Hudon
- Adréanne Lepage-Beaulieu : Évelyn
- Rodrigue Proteau : le bedeau
- Philippe Paquin : l’employé du sauna
- Pierre Hébert : le vieil homme au sauna
- Nathalie D’Anjou
- Danielle Fichault : officier de police # 1
- Jules Philip : officier de police # 2
- Jacques Laroche : officier de police # 3
- Claude-Nicolas Demers : enfant de Manon
- Jean-Philippe Côté : doublure de Montgomery Clift
- Tristan Wiseman : André, jeune
- Marc-Olivier Tremblay : André nouveau-né
- Jacques Brouillet : l’homme au restaurant
- Jean-Paul L’Allier : le Maire de Québec
- Denis Bernard : la voix du narrateur
- Carl Mathieu : un homme dans l’église

## Distinctions

### Récompenses
- 1996 : Prix Génie Claude Jutra à Robert Lepage
- 1996 : Prix Génie de la meilleure direction artistique à François Laplante
- 1996 : Prix Génie de la meilleure réalisation à Robert Lepage
- 1996 : Prix de la meilleure production à Denise Robert
- 1995 : au Festival international du film de Vancouver, prix du meilleur scénario canadien à Robert Lepage
- 1995 : au Sudbury Cinéfest prix du meilleur film canadien à Robert Lepage
- 1995 : au Festival international du film francophone de Namur le prix Bayard d’or pour la meilleure contribution artistique à Robert Lepage
- 1996 : au Festival international du film d’Istanbul, prix international (FIPRESCI) de la presse.

### Nominations
- 1996 : Prix Génie de la meilleure cinématographie à Alain Dostie
- 1996 : Prix Génie du meilleur dessin de costumes à Barbara Kidd
- 1996 : Prix Génie du meilleur montage à Emmanuelle Castro
- 1996 : Prix Génie du meilleur son à Jean-Claude Laureux, Jocelyn Caron et Hans Peter Strobl
- 1996 : Prix Génie du meilleur montage sonore à Nick Berry, Jérôme Décarie, Jacques Plante, Diane Boucher et Antoine Morin
- 1996 : Prix Génie du meilleur acteur dans un rôle principal à Lothaire Bluteau
- 1996 : Prix Génie de la meilleure actrice dans un rôle de soutien à Anne-Marie Cadieux
- 1996 : Prix Génie de la meilleure actrice dans un rôle de soutien à Marie Gignac

## Autour du film
- Alfred Hitchcock faisait de très courtes apparitions dans ses films. C'est le maire de Québec en 1995, Jean-Paul L'Allier, qui lui est substitué. Renée Hudon, qui a joué enfant dans le film de Hitchcock et qui a fait carrière comme animatrice de radio à Québec, joue son propre rôle dans le film de Lepage.